# Acácio Pereira Magro
Acácio Pereira Magro (Lisboa, 3 de septiembre de 1932 – 6 de abril de 2018) fue un economista y político portugués.
Magro estudió Económicas en la Facultad de Ciencias de la Universidad de Lisboa. Fue vicepresidente del Banco Nacional Ultramarino. Fue nombrado Ministro de Asuntos Sociales en 1978 por el Primer Ministro Alfredo Nobre da Costa y posteriormente en el Gobierno de Carlos Alberto da Mota Pinto. Posteriormente, fue nombrado Ministro de Comercio y Turismo el 1 de agosto de 1979 del Primer ministro Maria de Lourdes Pintasilgo.
Murió el 6 de abril de 2018 a los 85 años.